# Взрыв в жилом доме в Нижнем Тагиле
Взрыв в жилом доме в Нижнем Тагиле произошёл 1 августа 2024 года около 12:00 по местному времени в одном из подъездов между первым и пятым этажами в пятиэтажном доме № 81 на улице Сибирской. Произошёл взрыв газовоздушной смеси. Погибли 11 человек, в том числе шестеро детей. 26 человек пострадало, среди них 10 детей, госпитализированы 11 пострадавших, в том числе 5 детей. В результате взрыва разрушились два подъезда дома.

## Ход событий
Взрыв в пятиэтажном доме № 81 на Сибирской улице произошёл днём 1 августа. В результате взрыва обрушились два подъезда дома. Прибывшими спасателями были эвакуированы 70 человек из двух зданий: пострадавшего и соседнего. В итоге 11 человек погибло, в том числе 5 детей, 26 человек пострадало, среди них 11 детей, а также 11 пострадавших госпитализировали, среди них 5 детей. 8 августа 2024 года дом признали аварийным и стало известно, что его в ближайшее время снесут.
Одна из пострадавших скончалась в больнице 29 августа.
Дом снесли полностью к 1 октября 2024 года. На месте сноса завалы были убраны.

## Расследование
Момент взрыва попал на камеру видеонаблюдения. Видно, как за деревьями идёт дым после взрыва. По факту происшествия Следственный Комитет возбудил уголовное дело по статье 238 УК РФ (выполнение работ или оказание услуг, не отвечающих требованиям безопасности жизни и здоровья потребителей).
По словам силовиков и очевидцев, незадолго до трагедии люди в форме газовой службы приходили в квартиры к жителям. Очевидцы рассказывали о неких подозрительных мужчинах в форме газовиков, которые ходили и «крутили трубы» вблизи дома № 81 на Сибирской. Их прогнали, и через 15 минут якобы раздался взрыв. Одна из жительниц заявила, что он мог быть спланирован заранее. Последняя официальная проверка системы газового оборудования в жилом доме происходила 26 июня, тогда оно было исправно. Люди в форме газовой службы, по словам силовиков, могли быть «обычными мошенниками». Одна из предполагаемых причин произошедшего — взрыв газового баллона в одной из квартир на первом этаже. В пресс-службе Главного управления МВД России по Свердловской области заявили, что будет проведена и проверка информации о людях в форме газовой службы.
Следствием было предъявлено обвинение мастеру и двоим слесарям газовой службы по возбуждённому делу за выполнение работ или оказание услуг, не отвечающих требованиям безопасности. Следствием предполагается, что скопление газовоздушной смеси в доме произошло из-за ненадлежащего техобслуживания. Плановое техническое обслуживание газового оборудования в доме проводилось 24 июня 2024 года и на момент проверки система газораспределения была исправной. Сотрудники газовой службы, обвиненные в ненадлежащем техобслуживании, по решению суда, принятому 7 августа, были отправлены под домашний арест до 1 октября.

## Траур
Мэр Нижнего Тагила Владислав Пинаев объявил в городе трёхдневный траур по погибшим в результате взрыва. Также на месте взрыва появился небольшой стихийный мемориал, который сделали жильцы домов.